# Stupide vautour
Stupide vautour (Hol’s der Geier en allemand) est un jeu de société créé par Alex Randolph, et édité par Ravensburger en 1988 puis réédité en 2001 par Asmodée.
Pour 2 à 5 joueurs à partir de 10 ans, environ 15 minutes.

## Règle du jeu
Le but du jeu est de totaliser le maximum de points en remportant les cartes « souris » (positives) et en évitant de ramasser les cartes « vautour » (négatives).
Le jeu contient :
- des cartes numérotées de 1 à 15 dans 5 couleurs différentes.
- des cartes « souris » numérotées de 1 à 10.
- des cartes « vautour » numérotées de -1 à -5.

### Déroulement
Chaque joueur prend toutes les cartes d'une couleur. Les cartes « souris » et « vautour » sont mélangées et forment un talon caché. Une carte du talon est retournée. Les joueurs choisissent en secret une carte de leur jeu et la posent face cachée sur la table. Toutes ces cartes sont retournées en même temps. Deux cas se présentent :
- si la carte retournée est une carte « souris », le joueur qui a posé la carte la plus forte remporte la « souris ».
- si la carte retournée est une carte « vautour », le joueur qui a posé la carte la plus faible remporte le « vautour ».

Si 2 joueurs jouent une carte de même valeur, ces cartes s'annulent.
Donc, si la carte retournée est une « souris » et que les 2 cartes qui s'annulent sont les plus fortes, c'est le joueur qui a joué la carte la plus forte après les cartes annulées qui remporte la « souris ». Similairement, si la carte retournée est un « vautour » et que les 2 cartes qui s'annulent sont les plus faibles, c'est le joueur qui a joué la carte la plus faible après les cartes annulées qui remporte le « vautour ».
Les cartes des joueurs sont ensuite défaussées ; on retourne une nouvelle carte du talon et on recommence.

### Fin de partie
La partie s'arrête quand il n'y a plus de carte dans le talon et que les joueurs ont posé toutes leurs cartes. Chaque joueur fait le compte des points des cartes positives et négatives qu'il a ramassées au cours du jeu. Le vainqueur est celui qui totalise le plus de points.